# Veronika Jeníková

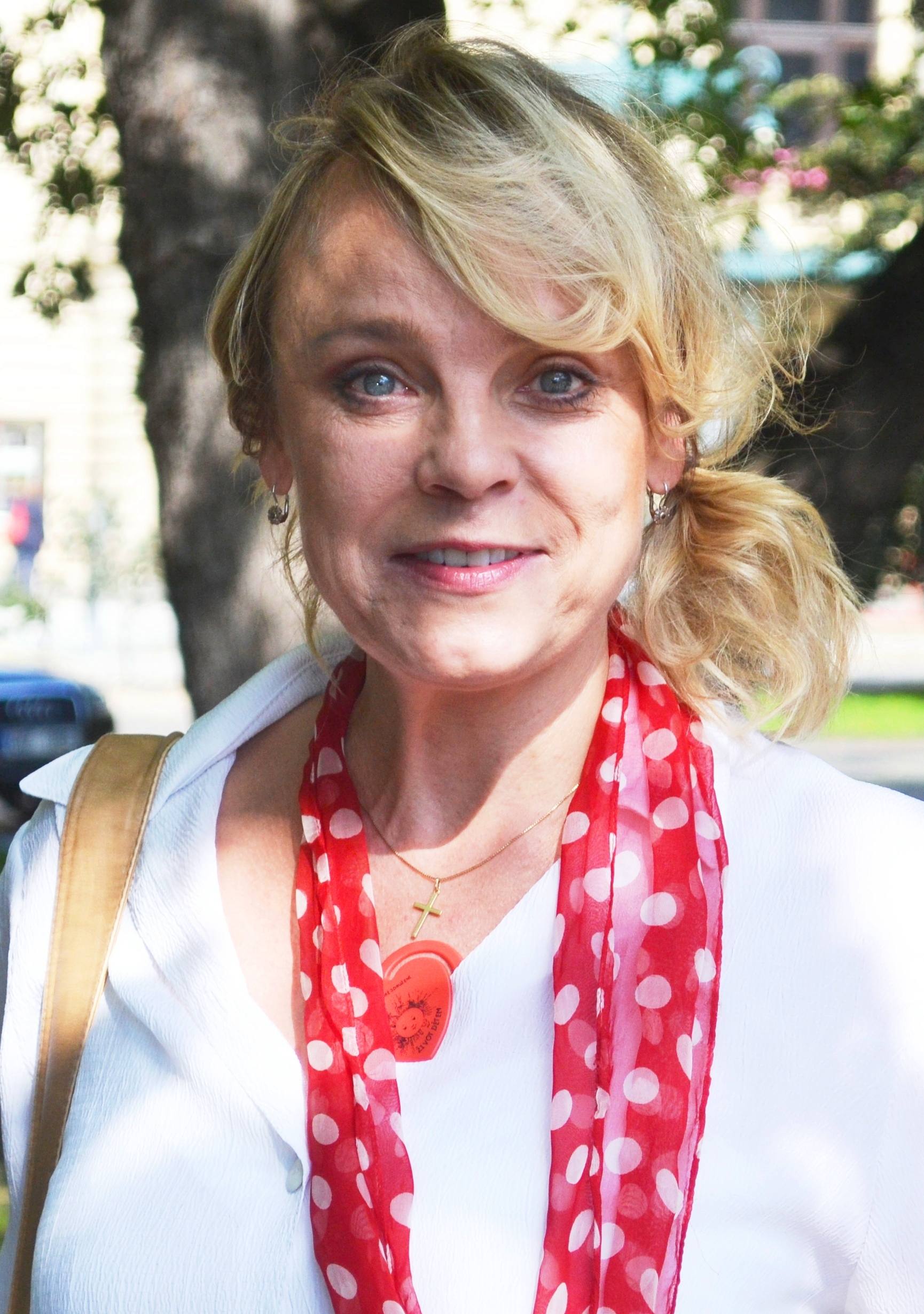
Veronika Jeníková (2014)

Veronika Jeníková (* 4. Juni 1964 in Prag) ist eine tschechische Schauspielerin.

## Leben
Jeníková wuchs in Prag auf, wo sie am Prager Konservatorium Schauspielkunst studierte. Während ihres Studiums besetzte der  Regisseur Karel Kachyňa mit ihr die weibliche Hauptrolle in seinem Film Pozor, vizita!. Ihr erstes Engagement bekam sie im Theater von Kladno. Später spielte sie auch am Národní divadlo, dem Prager Staatstheater.  
Im Alter von 23 Jahren heiratete sie ihren Kollegen aus dem Theater von Kladno, den Schauspieler Čestmír Gebouský, mit welchem sie den Sohn Lukas und Tochter Kamila hat. 

## Filmografie (Auswahl)
- 1979: Brontosaurus
- 1979: Im Westen nichts Neues (All Quiet on the Western Front)
- 1980: Gänschen (Housata)
- 1982: Ein schönes Wochenende (Zelená vlna)
- 1982: Sie weidete Pferde auf Beton (Pásla kone na betóne)
- 1983: Achtung, Visite! (Pozor, vizita!)
- 1986: Antonys Chance (Antonyho šance)
- 1987: Der Boss kennt auch den Staatsanwalt (Bony a Klid)
- 1988: Brennendes Geheimnis (Burning Secret)
- 1989: Geschlossener Kreis (Uzavřený Okruh)
- 1995: Der doppelte Dalmatiner (Artuš, Merlin a Prchlíci)
- 2001: Als Großvater Rita Hayworth liebte